# Rise of Nations
Rise of Nations (abreviat uneori RoN) este un joc video de strategie în timp real dezvoltat de Big Huge Games și publicat în 2003 de către Microsoft, iar creatorul jocului este Brian Reynolds. Rise of Nations prezintă 18 civilizații, redate prin 8 epoci din istoria lumii. Pe data de 12 iunie 2014 s-a lansat varianta extinsă (Rise of Nations: Extended Edition), cu  mai multe inovații, de către SkyBox Labs. Trebuie sa ataci pe ceilalti pentru a castiga.

### Națiuni și civilizații
- Aztecii: Puterea sacrificiului
- Bantu: Puterea migrației
- Britanicii: Puterea imperiului
- Chinezii: Puterea culturii
- Coreenii: Puterea tradiției
- Egiptenii: Puterea Nilului
- Francezii: Puterea conducerii
- Germanii: Puterea industriei
- Grecii: Puterea filozofiei
- Incașii: Puterea aurului
- Japonezii: Puterea de onoare
- Mayașii: Puterea arhitecturii
- Mongolii: Puterea hoardei
- Nubienii: Puterea comerțului
- Romanii: Puterea Cezarului
- Rușii: Puterea patriei
- Spaniolii: Puterea de descoperire
- Turcii: Puterea asediului

În Thrones and Patriots:
- Americanii: Puterea de inovație
- Indienii: Puterea maiestății
- Irochezii: Puterea națiunii
- Lakota/Sioux: Puterea preriilor
- Olandezii: Puterea comerțului
- Perșii/Iranienii: Puterea ceremoniei

### Epoci istorice
- Ancient Age (Epoca antică): 60.000 î.Hr. - 2000 î.Hr.
- Classical Age (Epoca clasică): 1999 î.Hr. - 499 d.Hr.
- Medieval Age (Epoca medievală sau Epoca medievală timpurie): 500 d.Hr. - 1299 d.Hr.
- Gunpowder Age (Epoca prafului de pușcă sau Epoca medievală târzie): 1300 d.Hr. - 1715 d.Hr.
- Enlightment Age (Epoca iluministă): 1716 d.Hr. - 1879 d.Hr.
- Industrial Age (Epoca industrială): 1880 d.Hr. - 1936 d.Hr.
- Modern Age (Epoca modernă): 1937 d.Hr. - 1968 d.Hr.
- Information Age (Era informațională): 1969 d.Hr. - prezent.

## Legături externe
- www.riseofnations.com
- ron.heavengames.com
- Rise_of_Nations_Wiki
- strategywiki.org/wiki/Rise_of_Nations

1. ↑  Steam, accesat în 31 martie 2022